# Кавацу Кентаро
Кавацу Кентаро (26 вересня 1914 — 23 березня 1970) — японський плавець.
Бронзовий призер Олімпійських Ігор 1932 року.
У віці 55 років, Кавацу Кентаро вчинив самогубство, шляхом самоспалення.